# PDP-10
PDP-10，是一個大型计算机產品家族，為PDP系列產品之一，由迪吉多公司（Digital Equipment Corporation）在1966年至1980年代之間生產。它的架構大體上沿用自PDP-6，採用相同的指令集，同樣採用36-bit 字元的長度。在VAX上市後，迪吉多公司於1983年宣布PDP-10停產，它的後繼機種為PDP-11。
微軟公司的創辦人比爾·蓋茲、保羅·艾倫及Monte Davidoff於1975年在哈佛大學的 DEC PDP-10 主機進行Altair BASIC之開發和測試。